# 德里格斯鎮區 (阿肯色州洛根縣)
德里格斯鎮區（英語：Driggs Township）是位於美國阿肯色州洛根縣的一個行政鎮區。

## 地方資料
德里格斯鎮區的面積為61.53平方千米，當中陸地面積為61.40平方千米，而水域面積為0.13平方千米。根據2010年美國人口普查的數據，當地共有人口517人，而人口密度為每平方千米8.4人。